# Gerião

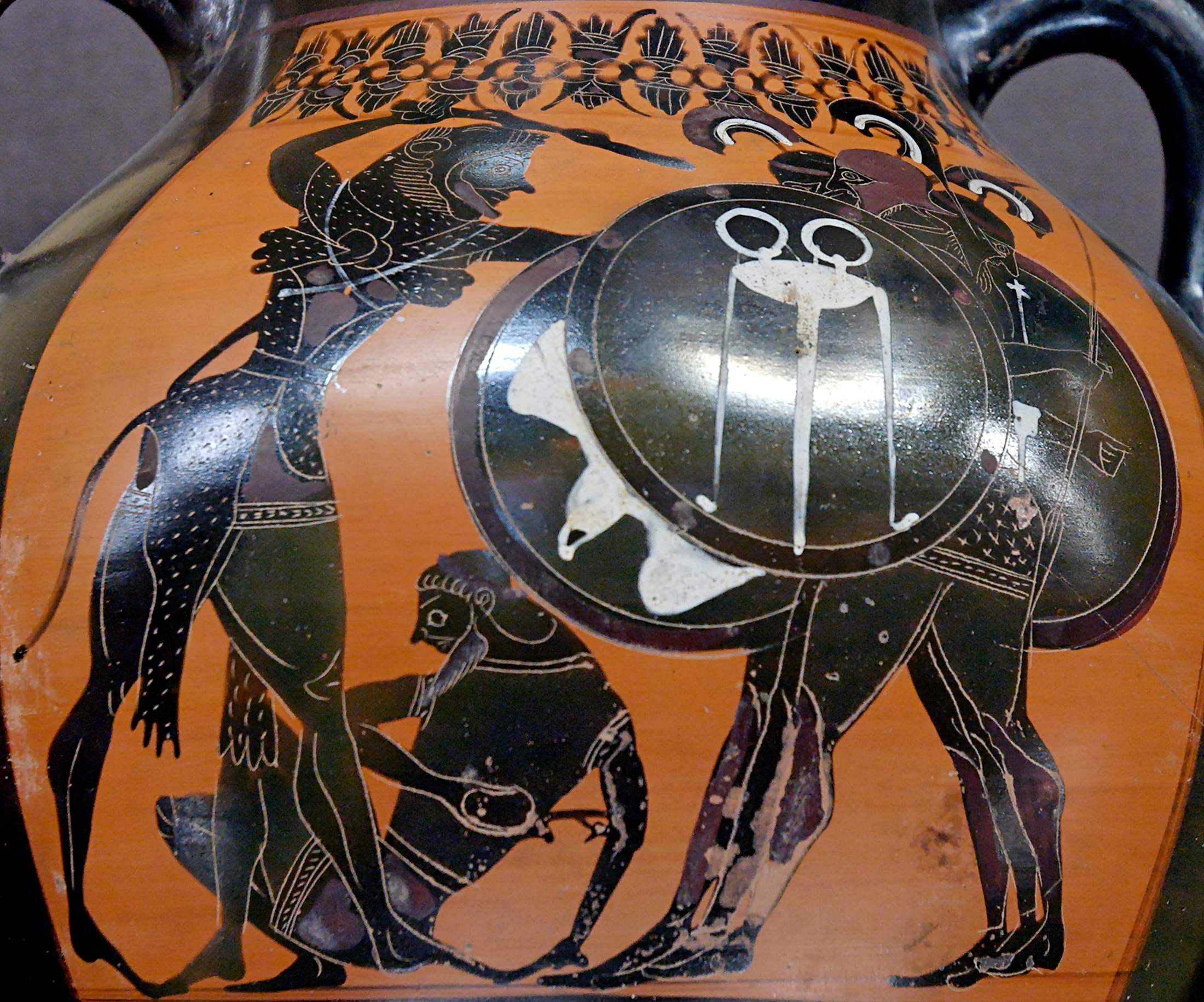
Hércules lutando com Gerião
Ânfora c., Museu do Louvre

 Gerião (do grego antigo Γηρυών), na mitologia greco-romana, o nome de um 
dos gigantes, filho de Crisaor e de Calírroe, dotado de três cabeças; era irmão de Equidna, monstro metade mulher metade serpente, que gerou o cão Ortros, que velava pelo gado de Gerião. Seu mito está ligado ao de Hércules, a quem coube, num dos seus trabalhos, roubar-lhe os bois.
Gerião habitava Erítia (a "vermelha"), uma das míticas ilhas das Hespérides, situada no extremo Ocidente do mar Mediterrâneo. Trata-se provavelmente da Espanha, próximo a Cádis.

## Origem do nome
O nome Gerião deriva do verbo grego γηρύειν (guerýein), que significa gritar, fazer ressoar, possivelmente porque ele era um pastor ou porque este talvez fosse originalmente o nome do cão que lhe pastoreava o rebanho.

## Características
Gerião tinha três cabeças (policefalia) e três torsos. Era um ser cruel, cuja deformidade ia até os quadris.

## Hércules e os bois de Gerião
Seu cobiçado rebanho de bovinos vermelhos era guardado pelo pastor Euritião e pelo cão Ortros, próximo ao local em que também pastava o rebanho de Hades (Plutão), cuidado por Menetes.
Havendo Hércules recebido de Euristeu a incumbência de capturar o rebanho de Gerião, atravessa o Oceano na Taça do Sol e, chegando à Erítia após várias aventuras (dentre as quais a abertura do estreito de Gibraltar), liquida Ortros com sua clava e depois derrota Euritião. Avisado por Menetes, Gerião trava com o herói um combate às margens do rio Ântemo, onde é finalmente morto a flechadas. Hércules então segue sua jornada de volta à Grécia, enfrentando vários desafios.
Segundo Junito Brandão, que computa a Hércules treze tarefas (sendo a última a vitória sobre a morte), diz que seus três últimos trabalhos compõem essa escalada do herói rumo à vitória; o périplo até as terras brumosas de Gerião seria, assim, parte desse seu "namoro com Tânatos".

### Gerioneida, a morte de Gerião
Dedicou a Gerião o poeta Estesícoro (nascido na Magna Grécia) os versos de sua obra Gerioneida, da qual restaram inúmeros fragmentos, além de um resumo na obra Biblioteca, de Pseudo-Apolodoro.
Neste poema Estesícoro de certa forma procede a uma humanização do monstro Gerião, tomando de Homero a imagem da morte de uma das suas cabeças com o cair de uma pétala, restando entretanto as demais; também recorre à imagem de sua mãe Calírroe a lamentar sua morte, tal como Hécuba fizera na Ilíada.

## Revisão do mito por Diodoro Sículo
Diodoro Sículo racionalizou o mito de Gerião; ele não seria um filho de Crisaor, mas três filhos, irmãos, que lutavam lado a lado, e tinham, cada um, um grande exército. A construção do gigante com três corpos pelos escritores dos mitos foi semelhante à invenção dos centauros,  que eram, na realidade, cavaleiros.

## Revisão do mito na cultura ibérica medieval
O mito de Gerião, que guarda fortes raízes com a formação nacional de Espanha e Portugal, está associado à figura de um rei lendário Gerião (Monarquia Lusitana), que tomou o poder com os seus 3 filhos Lomínios.
Produziram obras neste sentido autores medievais espanhóis, como o Bispo de Girona e Joan Margarit (1422-1484), em cuja obra se procura legitimar a resistência de Gerião ao invasor grego, e ainda Rodrigo Ximénez de Rada, arcebispo de Toledo, entre outros.
Uma lenda galega conta que Hércules chegou de barco às costas de Brigâncio, onde atualmente se situa A Corunha, para combater o rei Gerião, um tirano que obrigava os seus súditos a entregarem a metade dos seus bens, incluindo os filhos. Hércules derrotou o rei, enterrou-o, e levantou, à guisa de túmulo, a Torre de Hércules, que existe ainda hoje. Esta lenda está representada no escudo da Corunha.

Já em Portugal o monge Bernardo de Brito trata o monstro como um invasor, que procurou estabelecer na Lusitânia uma colônia hispânica. Seria, assim, uma figura real, histórica: 
"Reynou Gerião em Espanha, depois da morte de Beto ultimo Rey dos naturaes, & descendẽtes de Tubal, trinta & quatro annos, & sua morte succedeo, aos quinhentos & quarenta & cinco do dilluio, no qual tempo se acabou a idade dourada nestas partes, & começarão os homens a cometter insultos, & latrocinios, seguindo o exemplo do Rey que os gouernara: que hum Senhor desalmado basta pera contaminar hum Reyno todo.".

## Cultura moderna
A colônia britânica de Gibraltar lançou uma moeda de 2 Libras de Gibraltar com a efígie da rainha Elizabeth II numa face, e na outra uma imagem de Hércules a derrotar Gerião.